# كارينا هابسودوفا
كارينا هابسودوفا (بالسلوفاكية: Karina Habšudová)‏ مواليد 2 أغسطس 1973 في بوينيتسى، هي لاعبة كرة مضرب سلوفاكية سابقة بدأت مسيرتها كمحترفة سنة 1989 وكانت تلعب باليد اليمنى، اعتزلت اللعب في 2003. كما أنها إحدى بطلات الجراند سلام. أعلى تصنيف لها في الفردي كان المركز الـ 10 في سنة 1997. سبق أن شاركت في دورة الألعاب الأولمبية الصيفية.

## روابط خارجية
- كارينا هابسودوفا على موقع رابطة محترفات التنس (الإنجليزية)
- كارينا هابسودوفا على موقع الاتحاد الدولي لكرة المضرب (الإنجليزية)
- كارينا هابسودوفا على موقع كأس بيلي جين كينغ (الإنجليزية)
- كارينا هابسودوفا على موقع خلاصة التنس.كوم (الإنجليزية)
- كارينا هابسودوفا على موقع اللجنة الأولمبية الدولية (الإنجليزية)
- كارينا هابسودوفا على موقع أوليمبيديا (الإنجليزية)
- كارينا هابسودوفا على موقع اللجنة الأولمبية السلوفاكية (السلوفاكية)